# Sarah Kubitschek
Sarah Luísa Lemos Kubitschek de Oliveira (Belo Horizonte, 1909 – Brasilia, 4 febbraio 1996) è stata la Primeira-dama del Brasile dal 1956 al 1961. Per Minas Gerais fu first lady della capitale, Belo Horizonte, tra il 1940 e il 1945, e dello stato dal 1951 al 1955. .

## Biografia
Appartenente a una delle famiglie più tradizionali del Minas Gerais, era la figlia del deputato Jaime Gomes de Sousa Lemos, e di sua moglie, Maria Luísa Negrão. Attraverso sua madre, aveva due famosi cugini di primo grado: Francisco Negrão de Lima e Otacílio Negrão de Lima, entrambi politici. Suo nonno materno era il comandante José Duarte da Costa Negrão, uno dei fondatori della Companhia União Lavrense, successivamente ribattezzata Companhia Fabril Mineira. Sarah era la pronipote del barone di Rio Verde..

### Matrimonio
Durante l'adolescenza si innamorò perdutamente di Juscelino Kubitschek de Oliveira. Ma quando ha deciso di fare una specializzazione in urologia in Europa, Kubitschek ha rotto il fidanzamento ed ha continuato a non rispondere alle sue lettere. Tuttavia, su consiglio di sua madre, Sarah ha deciso di aspettarlo.
Il 30 dicembre 1931, Sarah e Juscelino si sposarono a Rio de Janeiro. Il giorno successivo, celebrarono il matrimonio presso il famoso Hotel Copacabana Palace. La coppia ebbe una figlia:
- Márcia Kubitschek (22 ottobre 1943 – 5 agosto 2000)

Anni dopo adottarono una bambina:
- Maria Estela Kubitschek (10 dicembre 1942 – )

### Morte
Morì a Brasilia il 4 febbraio 1996 per un arresto cardiorespiratorio.

## Attività filantropica
Fu la fondatrice della Organizzazione dei Pionieri sociali che si occupò della fondazione di scuole e asili e della distribuzione di abbigliamento, cibo e sedie a rotelle. 
Grazie al suo sostegno, venne inaugurato il Memorial JK, progettato da Oscar Niemeyer.

## Riconoscimenti
In suo onore porta il suo nome l'Ospedale Sarah Kubitschek. Ad Areia Branca, fu chiamato in suo onore l'Ospedale maternità Sarah Kubitschek.